# Listă de conducători de stat din 714
710 - 711 - 712 - 713 - 714 - 715 - 716 - 717 - 718
Aceasta este o listă a conducătorilor de stat din anul 714:

## Europa
- Anglia, statul anglo-saxon Northumbria: Osred I (rege, 705-716)
- Anglia, statul anglo-saxon East Anglia: Aelfwald (Alfwold) (rege, 713?-749)
- Anglia, statul anglo-saxon Essex: Saelred și Swaefberht (Swebert) (regi, 708/709-746)
- Anglia, statul anglo-saxon Kent: Wihtred (rege, 694-725)
- Anglia, statul anglo-saxon Mercia: Ceolred (rege, 709-716)
- Anglia, statul anglo-saxon Sussex: Nunna (Nothelm) și Watt (regi, după 692-725) și Aethelstan (rege, după 714)
- Anglia, statul anglo-saxon Wessex: Ine (rege, 688-726)
- Bavaria: Theodo I (duce din dinastia Agilolfingilor, c. 680-716), Theodebert (duce din dinastia Agilolfingilor, c. 702-719), Theodebald (duce din dinastia Agilolfingilor, c. 711-719)
- Benevento: Romuald al II-lea (duce, 706-732)
- Bizanț: Anastasiu al II-lea Artemios (împărat, 713-715)
- Bulgaria: Tervel (han, 700-721)
- Francii din Neustria și Burgundia: Dagobert al III-lea (rege din dinastia Merovingiană, 711-715)
- Friuli: Pemmo (duce, 706-739)
- Gruzia, statul Khartlia (Iberia): Guaram al III-lea (suveran, 693-cca. 748)
- Longobarzii: Liutprand (rege, 712-744)
- Neapole: Ioan I (duce bizantin, 710/711-718/719)
- Ravenna: Scolasticus (exarh, 713-726)
- Scoția, statul picților: Nechtan al IV-lea (rege, 706-724, 728-729)
- Scoția, statul celt Dalriada: Eogan (Ewen) (rege, 698-711/714) și Selbach (rege, 700-723)
- Spoleto: Faroald al II-lea (duce, 703-724)
- Statul papal: Constantin (papă, 708-715)
- Veneția: Paulicius (patriciu, 697-717)

## Asia

### Orientul Apropiat
- Bizanț: Anastasiu al II-lea Artemios (împărat, 713-715)
- Califatul omeiad: al-Ualid I ibn Abd al-Malik (calif din dinastia Maruanizilor, 705-715)

### Orientul Îndepărtat
- Cambodgia, statul Tjampa: Vikrantavarman al II-lea (rege din a patra dinastie, 686?-731?)
- China: Huanzong (împărat din dinastia Tang, 712-756)
- Coreea, statul Silla: Songdok (Hunggwang) (rege din dinastia Kim, 702-737)
- India, statul Chalukya: Vijayaditya (rege, 696-733/734)
- India, statul Chalukya răsăriteană: Vișnuvaradhana al III-lea (rege, 709-746)
- India, statul Pallava: Narasimhavarman al II-lea (rege din a doua dinastie, 680-720)
- Kashmir: Lalitaditya I (Muktapida) (rege, 695-732)
- Japonia: Genmei (Ghenmei) (împărăteasă, 707-715)
- Nepal: Nandadeva (rege din dinastia Thakuri, 711-724) și Șivadeva al III-lea (Viradeva, Paramabhattaraka Maharajadhiraja) (rege din dinastia Thakuri, 714/724-740)
- Sri Lanka: Kașyapa al III-lea (rege din dinastia Silakala, 709-716)
- Tibet: Mes-ag-ts'oms (chos-rgyal, 704-754/755)